# 佐々木寛司
佐々木 寛司（ささき ひろし、1949年 - ）は、日本史学者、茨城大学名誉教授。

## 略歴
東京都生まれ。駒澤大学文学部卒業。学習院大学大学院人文科学研究科博士課程単位取得満期退学、1989年「日本資本主義と明治維新 本源的蓄積の日本的特質」で文学博士（九州大学）、1990年茨城大学教養部助教授、1995年教授、1997年人文学部教授、2008-2012年人文学部長、2014年定年となり、名誉教授。近代日本経済史が専門。

## 著書
- 『日本資本主義と明治維新』文献出版 1988
- 『地租改正 近代日本への土地改革』1989 中公新書
- 『歴史学と現在 日本近代史像の転換』文献出版 1995
- 『近代日本経済の歩み』吉川弘文館 1995
- 『明治維新史論へのアプローチ 史学史・歴史理論の視点から』有志舎 2015
- 『地租改正と明治維新』有志舎 2016

### 共編著
- 長谷川伸三・糸賀茂男・今井雅晴・秋山高志共著『茨城県の歴史』山川出版社 1997
- 『茨城の明治維新』編著 文眞堂 (五浦歴史叢書)1999
- 『国民国家形成期の地域社会 近代茨城地域史の諸相』編 岩田書院 2004
- 『近代日本の地域史的展開 政治・文化・経済』編 岩田書院 2014

## 論文
- <佐々木寛司